# Podocarpus macrocarpus
Podocarpus macrocarpus é uma espécie de conífera da família Podocarpaceae.
Apenas pode ser encontrada nas Filipinas.